# Yukarıtaşpınar, Terme
Yukarıtaşpınar là một xã thuộc huyện Terme, tỉnh Samsun, Thổ Nhĩ Kỳ. Dân số thời điểm năm 2010 là 378 người.